# Product of Hate
Product of Hate est un groupe américain de thrash et groove metal, originaire de Kenosha, dans le Wisconsin.

## Histoire
Le groupe est officiellement formé sous le nom de I for an I en 2007, mais le groupe décide de changer de nom à cause d'un groupe canadien portant le même nom. Pour éviter d'éventuels problèmes juridiques, ils optent pour Product of Hate.
Le 5 février 2016, Product of Hate sort son premier album, Buried in Violence, sous le label Napalm Records. L'album est enregistré à la fois par Scott Creekmore aux Mercenary Digital Studios à Zion, Illinois et Chris Djuricic, parfois connu sous le nom de Chris Wisco, au Belle City Sound à Racine, Wisconsin et mixé et masterisé par James Murphy, ancien guitariste de Death, Testament, et Obituary. L'album débute à la 9e place du Billboard Heatseekers East North Central Chart.
Le deuxième album du groupe, You Brought This War, sort le 5 février 2021.

## Tournées
Avant de signer avec Napalm Records, Product of Hate jouait de nombreuses dates ponctuelles avec des groupes tels que Hatebreed, Chimaira et Lamb of God. Après avoir signé chez Napalm, le groupe entame sa première tournée nord-américaine (The « GetRekt » Tour) avec Allegaeon et The Agonist en 2015,. La première tournée de Product of Hate après la sortie de Buried in Violence se déroule à la fin du printemps avec Mushroomhead, Sumo Cyco et Madame Mayhem entre avril et juin 2016,. En septembre-octobre 2016, le groupe s'associe à ses collègues de Napalm Records, Hammer Fight, pour une tournée dans l'est des États-Unis, baptisée Hammer Out the Hate Tour. En 2017, Product of Hate tourne aux États-Unis avec Skinlab et IKILLYA. 

## Membres
- Adam Gilley - chant
- Mike McGuire - batterie
- Mark Campbell - guitare basse
- Gene Rathbone - guitare solo
- Cody Rathbone - guitare rythmique

## Discographie

### Albums studio
- 2016 : Buried in Violence
- 2021 : You Brought This War

### EP
- 2010 : The Unholy Manipulator

### Singles
- 2012 : Revolution of Destruction
- 2012 : A Well-Deserved Death
- 2012 : ...As Your Kingdom Falls[11]
- 2016 : Monster[12]
- 2018 : Rapture[13]
- 2019 : Shout at the Devil (reprise de Mötley Crüe)
- 2020 : Euphoria[14]
- 2020 : Cult of Personality (reprise de Living Colour)[15]